# (37548) 1981 EO30
1981 EO30 (asteroide 37548) é um asteroide da cintura principal. Possui uma excentricidade de 0.16990230 e uma inclinação de 12.27362º.
Este asteroide foi descoberto no dia 2 de março de 1981 por Schelte J. Bus em Siding Spring.